# Bedekovčina
Bedekovčina es un municipio de Croacia en el condado de Krapina-Zagorje.

## Geografía
Se encuentra a una altitud de 157 m s. n. m. a 50,8 km de la capital nacional, Zagreb.

## Demografía
En el censo 2011, el total de población del municipio fue de 8307 habitantes, distribuidos en las siguientes localidades:
- Bedekovčina - 3 633
- Belovar Zlatarski - 102
- Brestovec Orehovički - 334
- Grabe - 424
- Kebel - 417
- Križanče - 145
- Lug Orehovički - 226
- Lug Poznanovečki - 662
- Martinec Orehovički - 396
- Orehovica - 238
- Poznanovec - 944
- Pustodol Orehovički - 302
- Vojnić-Breg - 146
- Zadravec - 122
- Židovinjak - 216